# Route nationale 2027
La route nationale 2027 était une route nationale française, reliant la commune de Tôtes à Calnon, hameau de Manéhouville. Elle apparut lors de la mise en service du nouveau tracé de la RN 27 (axe de dédoublement du tracé initial de la RN 27 entre Varneville-Bretteville et Manéhouville constitué de deux chaussées séparées à deux voies chacune). L'ancien tracé de la RN 27 fut alors renommée RN 2027, laissant son nom à la nouvelle voie express.
À la suite de la réforme de 2005, la RN 2027 fut cédée au département de la Seine-Maritime et déclassée en route départementale 927, au même titre que la section de la RN 27 n'ayant pas été adaptée en voie express (tronçon entre Varneville-Bretteville et Notre-Dame-de-Bondeville).